# Benoît Malon
Pour les articles homonymes, voir Malon.
Benoît Malon, né le 23 juin 1841 à Précieux (Loire) et mort le 13 septembre 1893 à Asnières-sur-Seine (Hauts-de-Seine), est un journaliste, écrivain, syndicaliste, membre de la Commune de Paris, homme politique et théoricien socialiste français.
Opposant au Second Empire, il participe à la Commune de Paris puis s'exile en Suisse. Après son retour en France, il continue son activité militante et fonde, en 1880, avec Élie Peyron, la Revue socialiste. Cette publication devient rapidement un carrefour intellectuel qui voit apparaître en son sein les écrits de personnalités très diverses, tous attachés à des tendances différentes du socialisme français et international.

## Biographie

### Famille et éducation
Benoît, fils de paysans pauvres, Joseph Malon (valet dans la ferme de la Croix d'or et dans celle de la Cotille), et Benoîte Baleydier, femme au foyer, a trois frères : Pierre, Joseph et Jean-Marie. Leur père meurt à l'âge de 34 ans d'un refroidissement, et leur mère se remarie en 1852, avec Eymar Bonnel, homme peu apprécié par Benoît.
Malon a le goût de l'étude, malgré sa présence irrégulière, c'est un bon élève de l'école communale de Précieux. À la mort de son père, il doit se placer comme ouvrier agricole à Neyrieu dans l'Ain. Malade, il revient en Forez, où il est recueilli et remis sur pied par son frère Jean Malon, instituteur à Maringes (Loire), et bénéficie pendant deux ans de ses leçons. Il est ensuite élève à Lyon (pendant quelques semaines) dans un pensionnat qui prépare au petit séminaire où il manifeste toujours ses dons pour l'étude. Cette formation explique comment il est devenu journaliste et écrivain. Ne trouvant pas sa voie, il devient employé à la Croix-Rousse puis dans une banque à Trévoux.

### Engagement socialiste sous le Second Empire
Ayant perdu la foi, d'après certaines sources, Benoît Malon renonce à entrer au séminaire, gagne Paris en 1863 et trouve un emploi d'ouvrier teinturier dans une usine de Puteaux. Zéphyrin Camélinat le fait adhérer en 1865 à l'Association internationale des travailleurs (AIT). En 1866, à Puteaux, Malon organise la grève des ouvriers teinturiers et fonde une coopérative de consommation. La société de teinturerie devient, en 1867, une coopérative nommée La Revendication (de Puteaux, Suresnes, Clichy et Courbevoie), Benoît en est le vice président. Devenu avec son ami Eugène Varlin, l'un des dirigeants de la section française de l'AIT, qui avait été interdite, il est incarcéré à deux reprises, en 1868 et 1870.
À sa sortie, il entre comme journaliste à La Marseillaise, le journal de Henri Rochefort. Il rédige une série d'articles remarqués, dans lesquels il parle de la grande grève des usines Schneider du Creusot. Cette même année, lors du troisième procès de l'Internationale, il est condamné à plusieurs mois de prison.

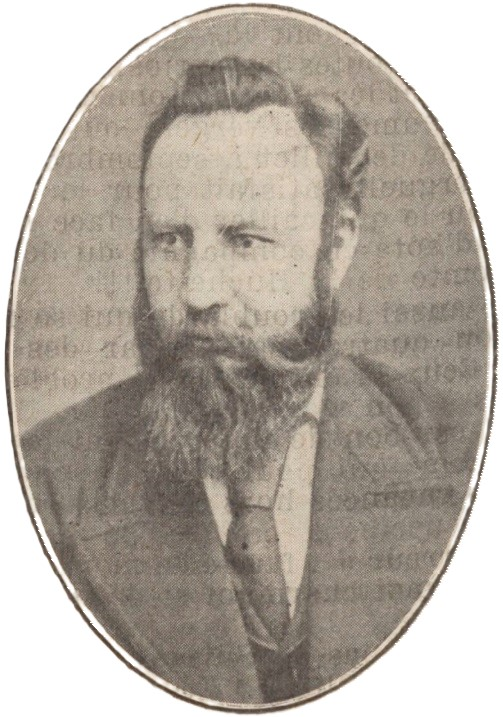
Benoît Malon vers 1870.

### La guerre de 1870 et la Commune
Il est libéré par la proclamation de la République le 4 septembre 1870. Pendant le Siège de Paris, il organise l'assistance publique pour les Parisiens les plus pauvres avec Eugène Varlin. Celui-ci est membre du Comité central républicain des Vingt arrondissements et maire-adjoint du 17e arrondissement. En février 1871, il est élu député socialiste révolutionnaire de la Seine, mais il démissionne, avec Victor Hugo et d'autres députés républicains, pour protester contre la cession de l'Alsace-Lorraine.
Le 26 mars 1871, il est élu au Conseil de la Commune et devient maire de l'arrondissement des Batignolles, dont il organise la défense pendant la Semaine sanglante. Il siège à la commission du Travail, de l'Échange ainsi que de l'Industrie et vote contre la création du Comité de Salut public. Après la Semaine sanglante, il s'exile à Lugano, en Suisse, puis, en Italie (Turin, Milan et Palerme), où il participe au mouvement ouvrier. En décembre 1871, il adhère à la Fédération jurassienne de tendance bakouniniste. Il publie La Troisième Défaite du prolétariat français. Lors de son exil en Suisse, il devient le compagnon de la féministe André Léo, qu'il « épouse librement » en 1872.

### Sous Troisième République

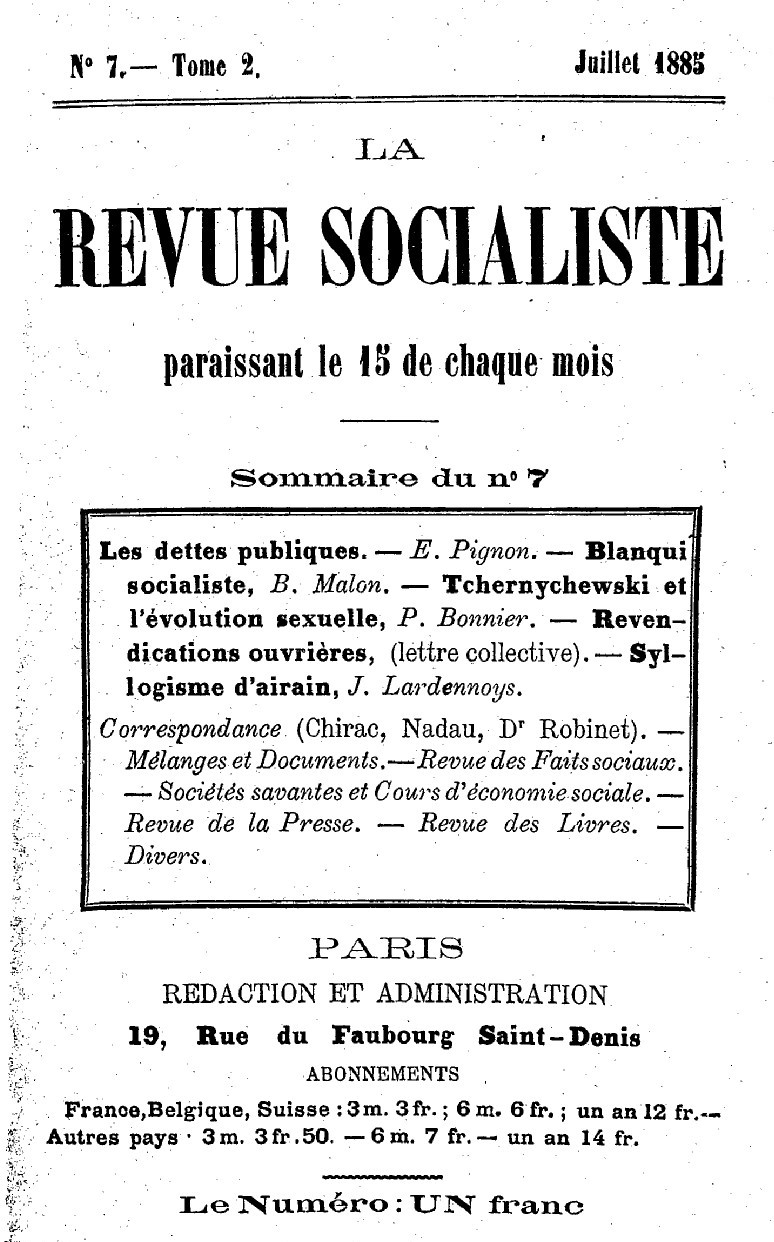
La Revue socialiste (N7, tome 2, juillet 1885).

Rentré en France après l'amnistie de 1880, il préside le congrès socialiste de Saint-Étienne (1882), qui voit la rupture entre réformistes (possibilistes) menés par Paul Brousse, dont il fait désormais partie, et guesdistes (« marxistes »). Socialiste indépendant, il est le fondateur, avec Élie Peyron, et le premier directeur, de 1880 à sa mort, de La Revue socialiste qui est, dans ses actes fondateurs, ouverte à toutes les tendances du socialisme français.
Franc-maçon, les conditions exactes et le lieu de son initiation sont inconnues. Selon le dictionnaire Ligou, il aurait été reçu dans une loge sauvage de réfugiés politiques au cours de sa période d'exil. Il est élevé au grade de maître en 1877 au sein de la loge « Fedelta » à Palerme. En 1880, il est présent dans des tenues de la loge parisienne « La ruche libre » et en 1889 à la loge « Liens des peuples et de bienfaiteurs réunis ».
Benoît Malon publie de nombreux ouvrages, dont Le Socialisme intégral (1891) dans lequel il prône la création d'un ministère de l'Assurance sociale. À sa mort, 10 000 personnes accompagnent son corps au cimetière du Père-Lachaise, où il est inhumé dans la 76e division. En 1913, un monument destiné à recueillir ses cendres est érigé face au Mur des Fédérés et Jean Jaurès prononce un discours.

## Ouvrages
- La Troisième défaite du Prolétariat Français (1871) lire en ligne sur Gallica. (Édition en facsimilé, éditions Ressouvenances, Villers-Cotterêts, 2009.)
- Spartacus ou la guerre des esclaves (roman historique) (1873) ; rééd. Jacques André, éditeur, préface de Gérard Gâcon « Benoît Malon et le roman historique », Lyon, 2008
- Histoire du socialisme (1878)
- Le Parti ouvrier en France (1880/1882, réed.)
- Le Nouveau Parti, 2 vol. (1881, 1882)
- Le Nouveau Parti, présenté par Claude Latta, postface de Pierre-Marie Dugas, Ressouvenances, Coeuvres, 2017.
- Histoire du socialisme depuis les temps les plus reculés jusqu'à nos jours (1882)
- Manuel d'économie sociale (1883)
- Le Socialisme réformiste (1885)
- Morale sociale (1886, réédité aux éditions Le bord de l'eau, Latresne, 2007, sous le titre La morale sociale. Morale socialiste et politique réformiste)
- Le Socialisme intégral, Alcan, Paris (1891)
- Précis historiques, théorique et pratique du socialisme (1892)
- Fragment de mémoires, Montbrison, Village de Forez (1984)
- Une jeunesse forézienne, préface de Claude Latta, Jacques André éditeur, Lyon, 2008

## Hommages
Plusieurs rues portent son nom :
- 7340, Colfontaine (Belgique)
- 03100, Montluçon (France)
- 10300, Sainte-Savine (France)
- 13005, Marseille (France)
- 18000, Bourges (France)
- 83100, Toulon (France)
- 92310, Sèvres (France)
- 92150, Suresnes (France)
- 92800, Puteaux (France)
- 30100, Alès (France)
- 30900, Nîmes (France)
- 34400, Lunel (France)
- 34500, Béziers (France)

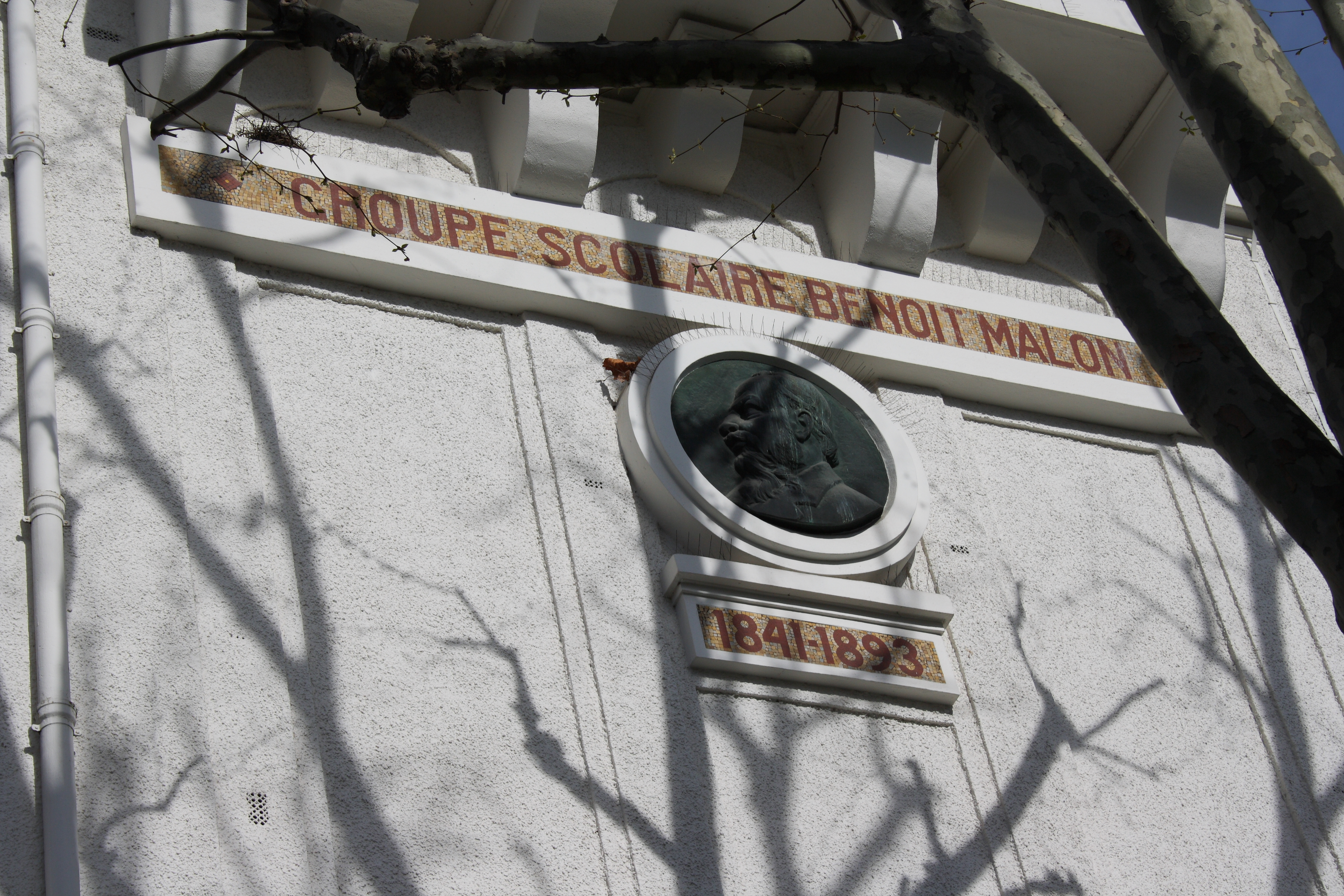
Groupe scolaire Benoît-Malon à Puteaux.

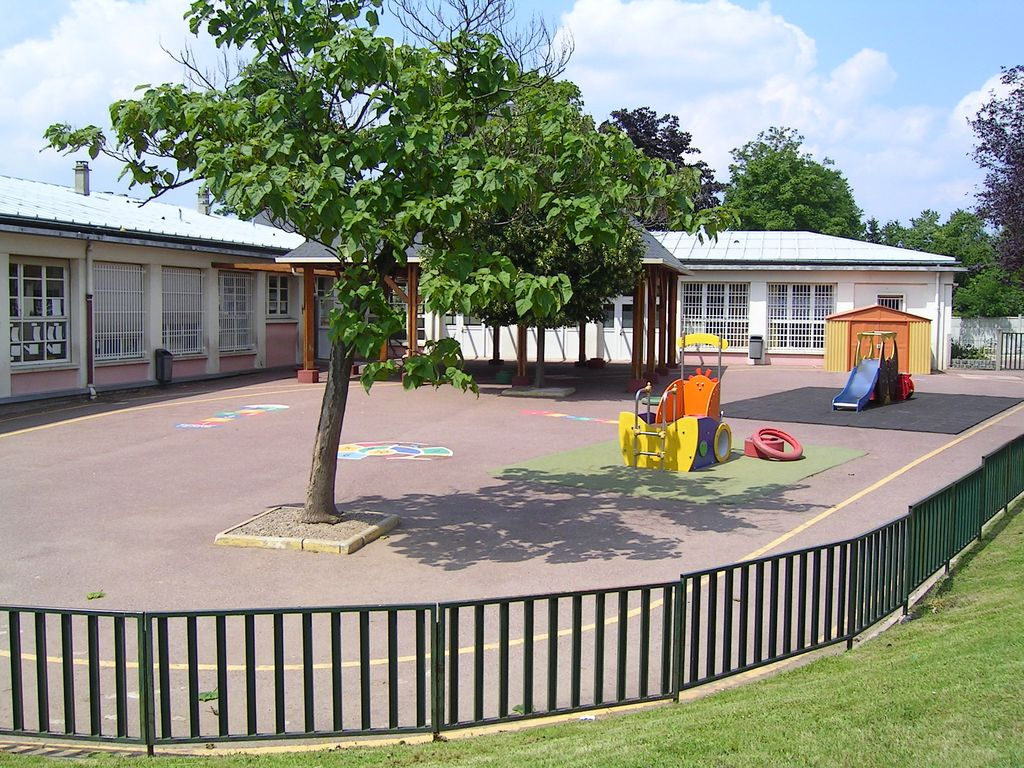
Une école maternelle de Livry-Gargan porte le nom de Benoit Malon.

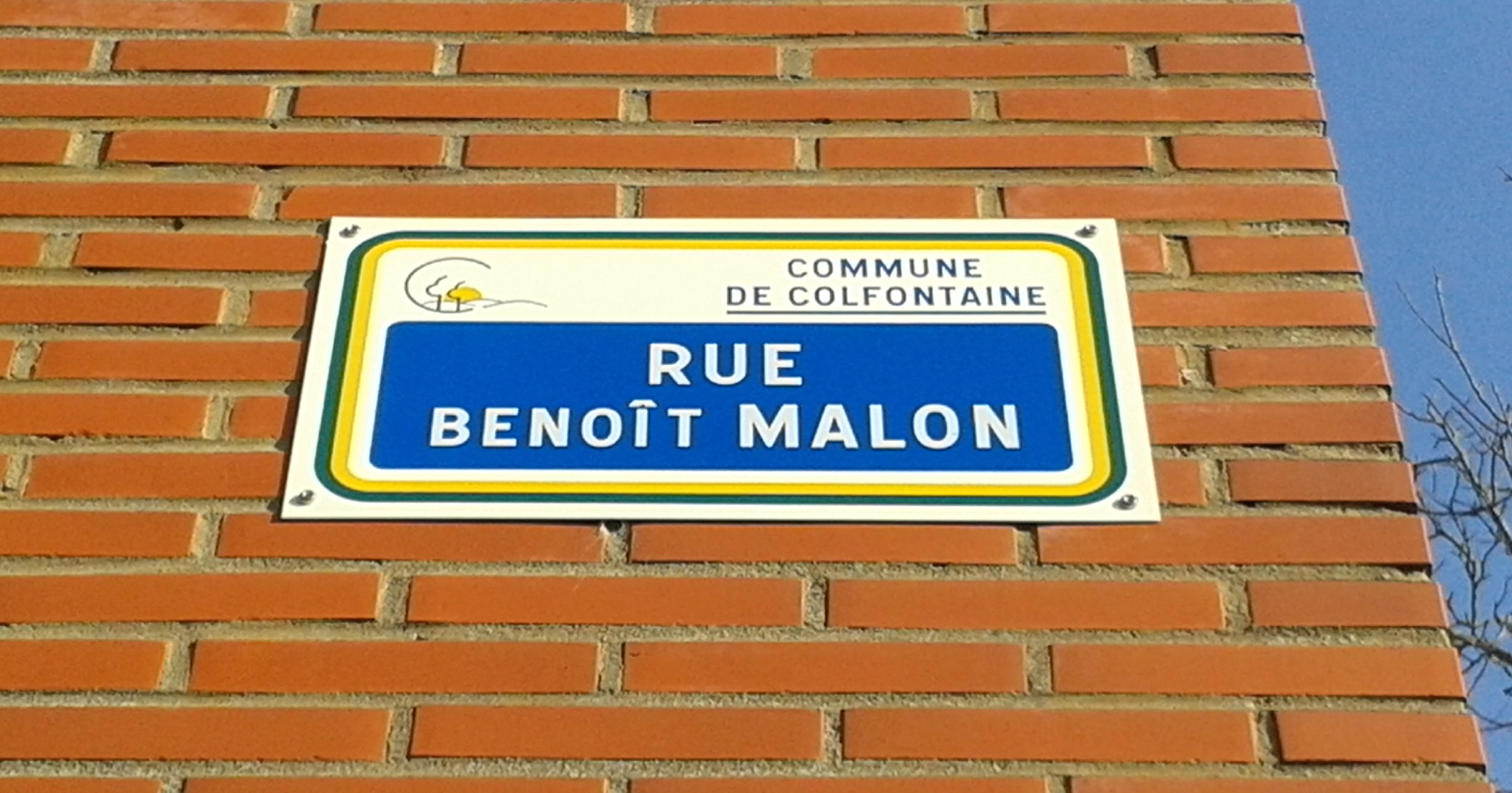
Rue Benoît Malon, 7340 Colfontaine (Belgique).

- 92130, Issy-les-Moulineaux (France)
- 94270, Le Kremlin-Bicêtre (France)
- 42300, Roanne (France)
- 94250, Gentilly (Val-de-Marne) (France)
- 42610, Saint-Romain-le-Puy (France)
- 92290, Châtenay-Malabry (France)
- 76300, Sotteville-lès-Rouen (France)
- 42600, Montbrison (France)
- 94500, Champigny-sur-Marne (France)
- 42000, Saint-Étienne (France)
- 42400, Saint-Chamond (France)
- 93190, Livry-Gargan (France)
- 59540, Caudry (France)
- 53000, Laval (France)

### Notices biographiques
- Jules Clère, Les hommes de la Commune : Biographie complète de tous ses membres, Paris, Libraire-éditeur É. Dentu, 1871, xiv-195, 1 vol. in-18 (OCLC 457798492, lire en ligne sur Gallica), p. 110-112
  - Jules Clère, Les hommes de la Commune : Biographie complète de tous ses membres, Paris, Libraire-éditeur É. Dentu, 1871, 4e éd. (1re éd. 1871), vi-215, 1 vol. in-18 (lire en ligne sur Gallica), p. 123-126
- Paul Delion, Les membres de la Commune et du Comité central, Paris, A. Lemerre éditeur, août 1871, 446 p. (lire en ligne sur Gallica), p. 135-139
- Bernard Noël, Dictionnaire de la Commune, Coaraze, L'Amourier éditions, coll. « Bio », avril 2021 (1re éd. 1971), 799 p. (ISBN 978-2-36418-060-4, ISSN 2259-6976, présentation en ligne), p. 516-518
- « Benoît Malon », dans Adolphe Robert et Gaston Cougny, Dictionnaire des parlementaires français, Edgar Bourloton, 1889-1891 [détail de l’édition]
- « Notice Malon Benoît », sur maitron.fr, Le Maitron, dictionnaire bibliographique du mouvement ouvrier et du mouvement social, Association Les Amis du Maitron (consulté le 9 août 2021)
- Daniel Ligou, Dictionnaire de la franc-maçonnerie, Paris, Presses universitaires de France, 2017, 5e éd. (1re éd. 1986), 1 376 p. (ISBN 2-13-055094-0).
- Encyclopædia Universalis : notice biographique
- L'Éphéméride anarchiste : notice biographique
- René Bianco, 100 ans de presse anarchiste : notice